# Nuevo Movimiento de Liberación Popular
El Nuevo Movimiento de Liberación Popular (New People's Liberation Movement) fue un partido político del territorio de ultramar de Montserrat que apostaba por la total independencia de la isla con respecto al Reino Unido. Fue fundado en 1997, luego de la disolución del Movimiento de Liberación Popular después de que este participara en la Alianza Progresista del Pueblo en las elecciones de 1996. Su principal líder era el exministro jefe John A. Osborne.
- Datos: Q493119